# Guarigione del sordomuto
La guarigione del sordomuto è uno dei miracoli attribuiti a Gesù, raccontato dal Vangelo secondo Marco. 
Secondo il racconto, Gesù partì dalla regione di Tiro e, passando per Sidone, tornò verso il mare di Galilea attraversando il territorio della Decapoli. Condussero da lui un sordo che parlava a stento e lo pregarono di imporgli le mani. Egli lo condusse in disparte, lontano dalla folla, gli mise le dita negli orecchi e, dopo avere sputato, con la saliva gli toccò la lingua; poi, alzando gli occhi al cielo, sospirò e gli disse: "Effatà!" che vuol dire: "Apriti!" E gli si aprirono gli orecchi; e subito gli si sciolse la lingua e parlava bene. Gesù ordinò loro di non parlarne a nessuno; ma più lo vietava loro e più lo divulgavano. Ed erano pieni di stupore e dicevano: "Egli ha fatto ogni cosa bene; i sordi li fa udire, e i muti li fa parlare".